# Adesmia bonariensis
Adesmia bonariensis es una especie de planta floral del género Adesmia, categorizada en la tribu Dalbergieae, de la subfamilia Faboideae.

## Distribución
Especie nativa de Argentina, Brasil y Uruguay. Crece en el bioma subtropical.

## Taxonomía
Fue descrita por Burkart y publicada en Lilloa 15: 14 (1949).